# Discographie de Red Cardell
La discographie de Red Cardell est composée de vingt-trois albums et trois singles : onze albums originaux et quatre albums concept (le premier est expérimental et électro, le second enregistré conjointement avec le Bagad Kemper est la création musicale du défilé 2014 du styliste Pascal Jaouen, le troisième avec cinq invités des cinq continents est tiré d'un spectacle jeune public et le quatrième, une nouvelle collaboration avec le Bagad Kemper), deux albums compilation (quinze titres réenregistrés pour le quinzième anniversaire du trio avec quinze invités en 2008 et dix chansons du répertoire, enregistrement d'une session live acoustique en 2021), cinq albums en public (dont l'un avec les quinze invités et un autre en compagnie du Bagad Kemper, enregistrement live du spectacle Fest-Rock) et le livre des vingt ans du groupe qui inclut un CD. Ces albums totalisaient 200 000 ventes au 1er décembre 2012.
À côté de la discographie officielle le groupe a aussi commercialisé plusieurs collectors, raretés ou éditions de luxe. On retrouve également des titres du groupe sur plus d'une cinquantaine de compilations diverses éditées par des labels comme Coop Breizh, Keltia Musique, Wagram, Sony ou Virgin.

## Membres de Red Cardell

Les membres actuels et anciens
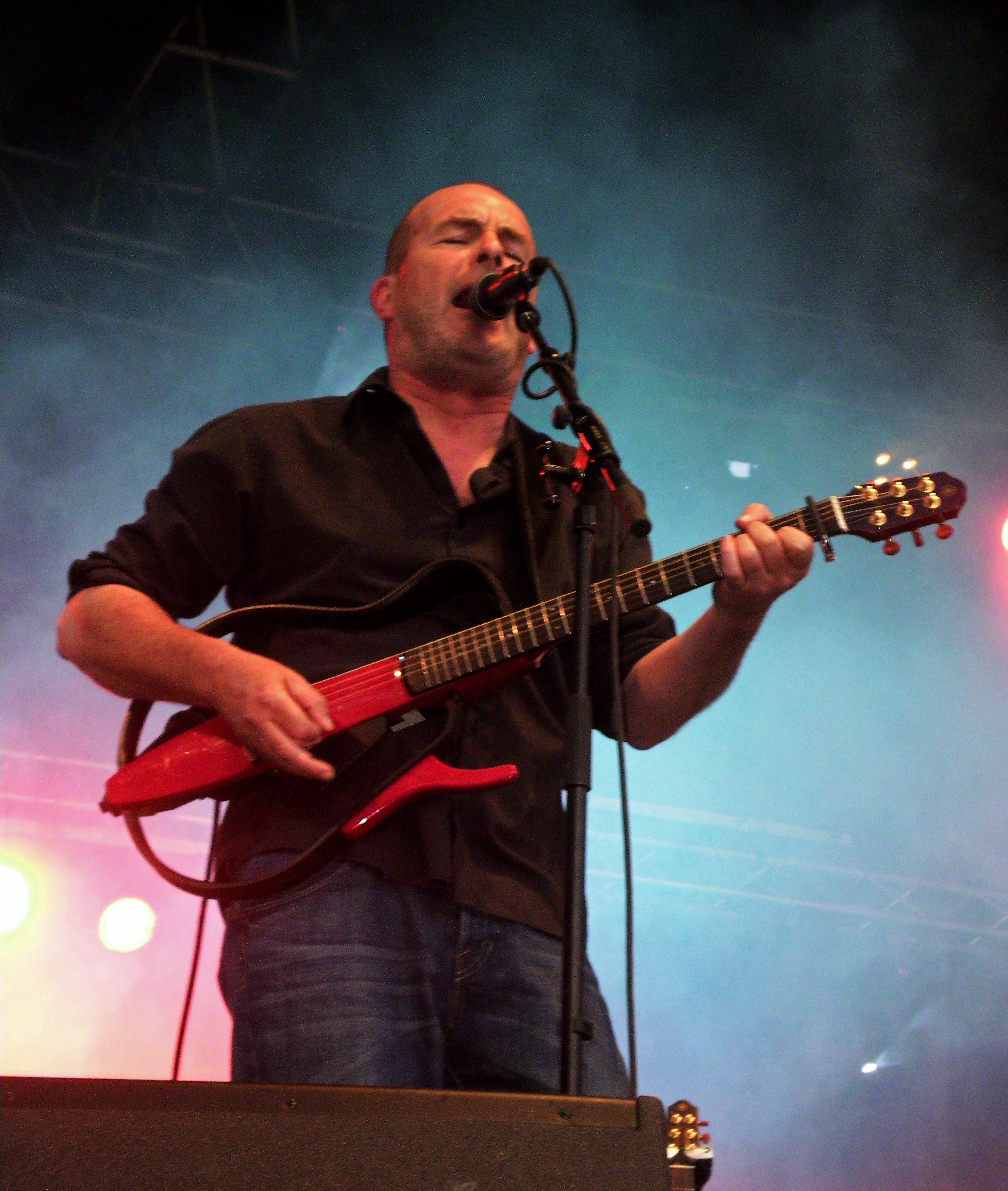
Jean-Pierre Riou (1992-présent)
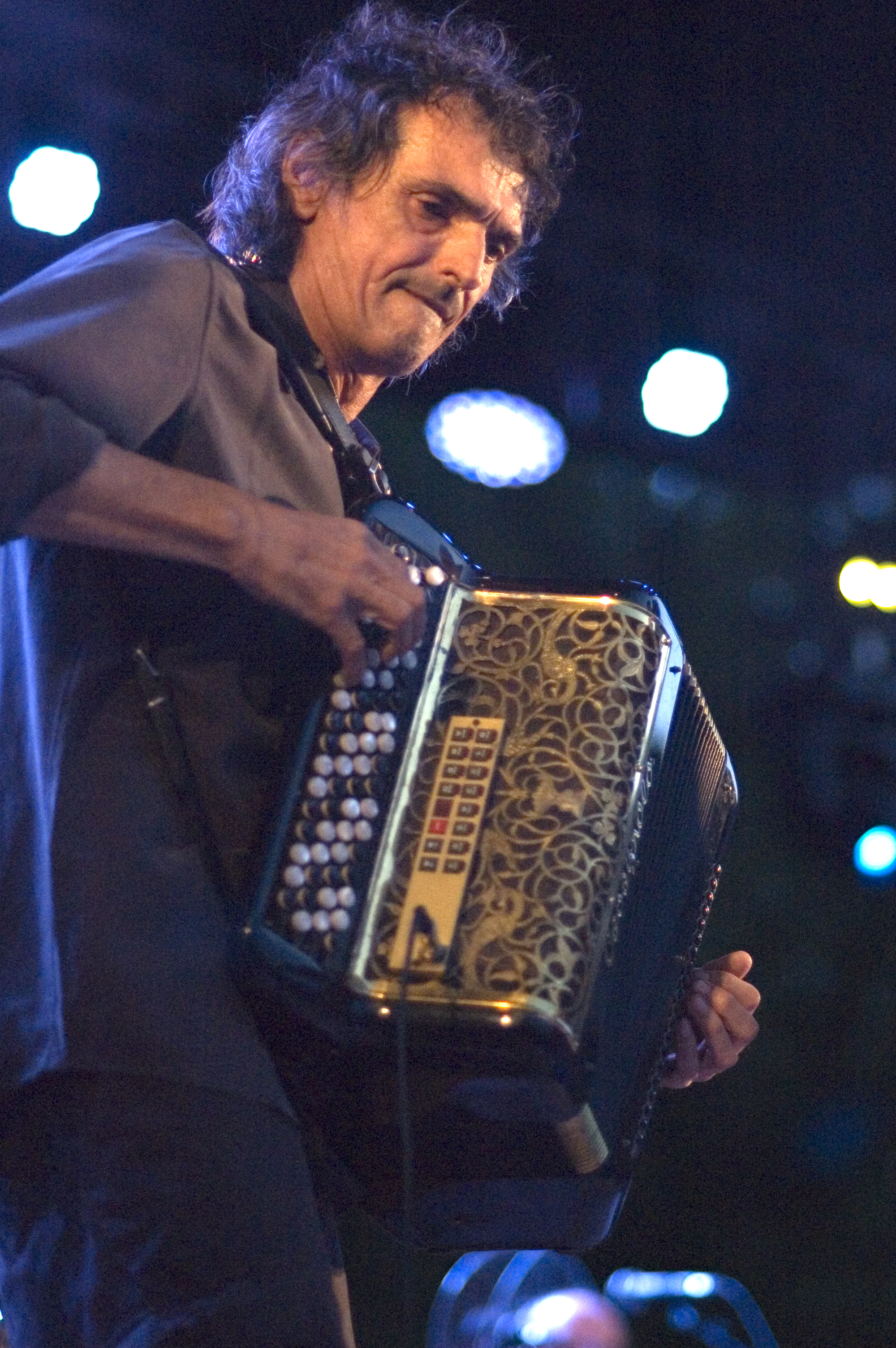
Jean-Michel Moal (1992-2011/2015-2018)
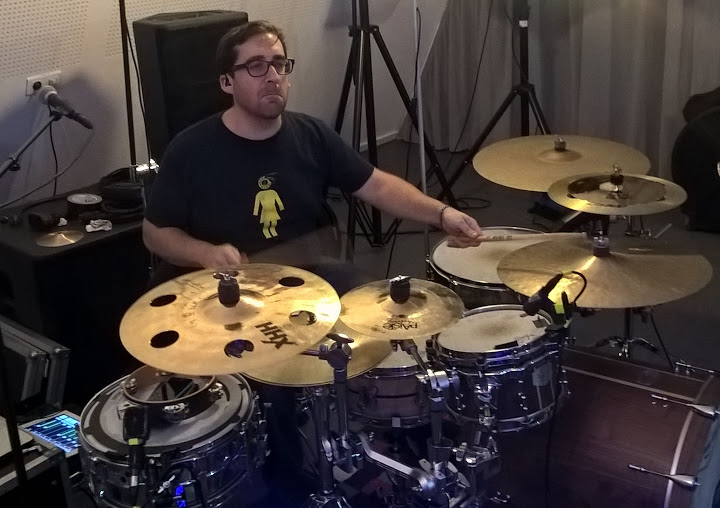
Hibu Corbel (2015-présent)
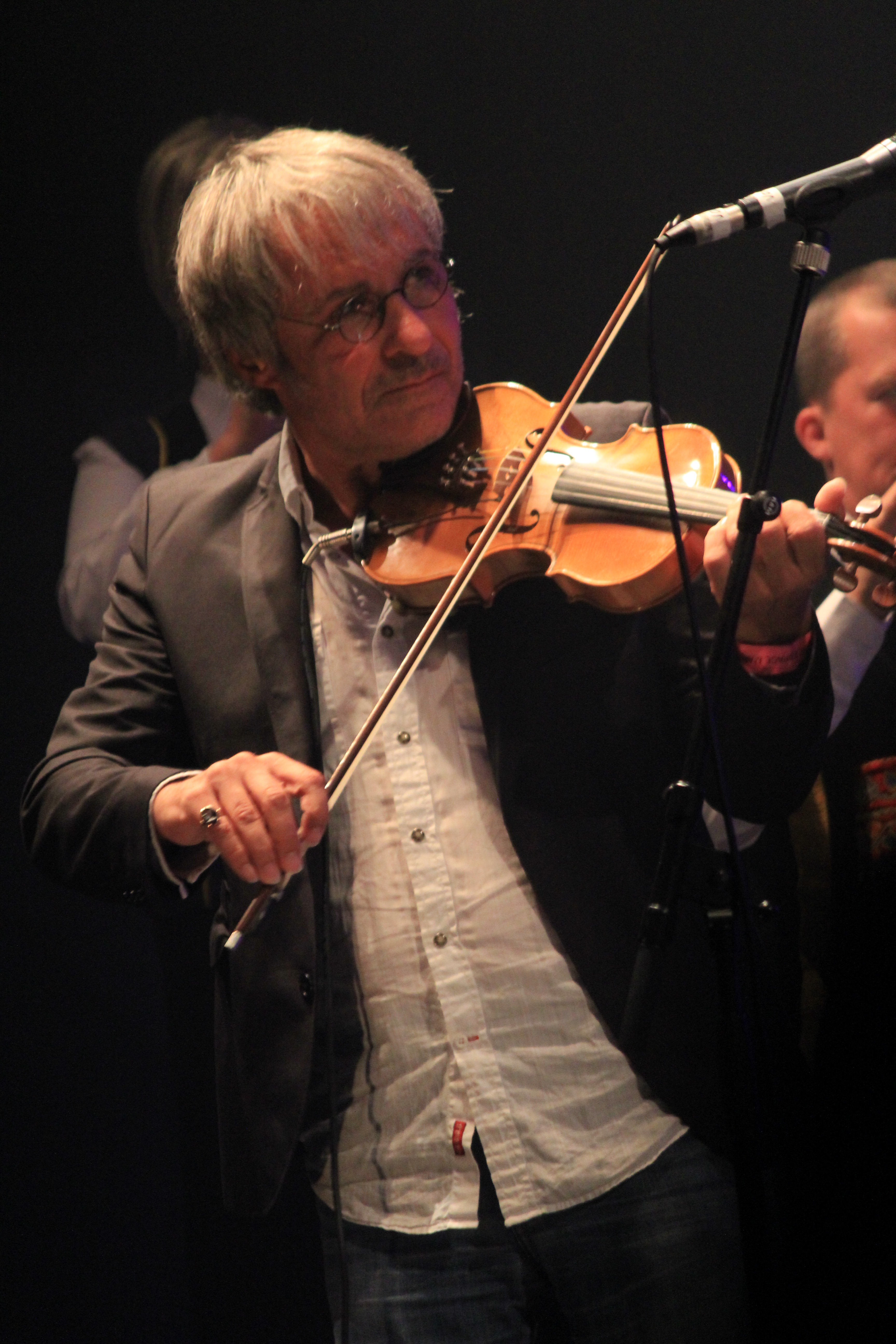
Pierre Sangra (2015-présent)
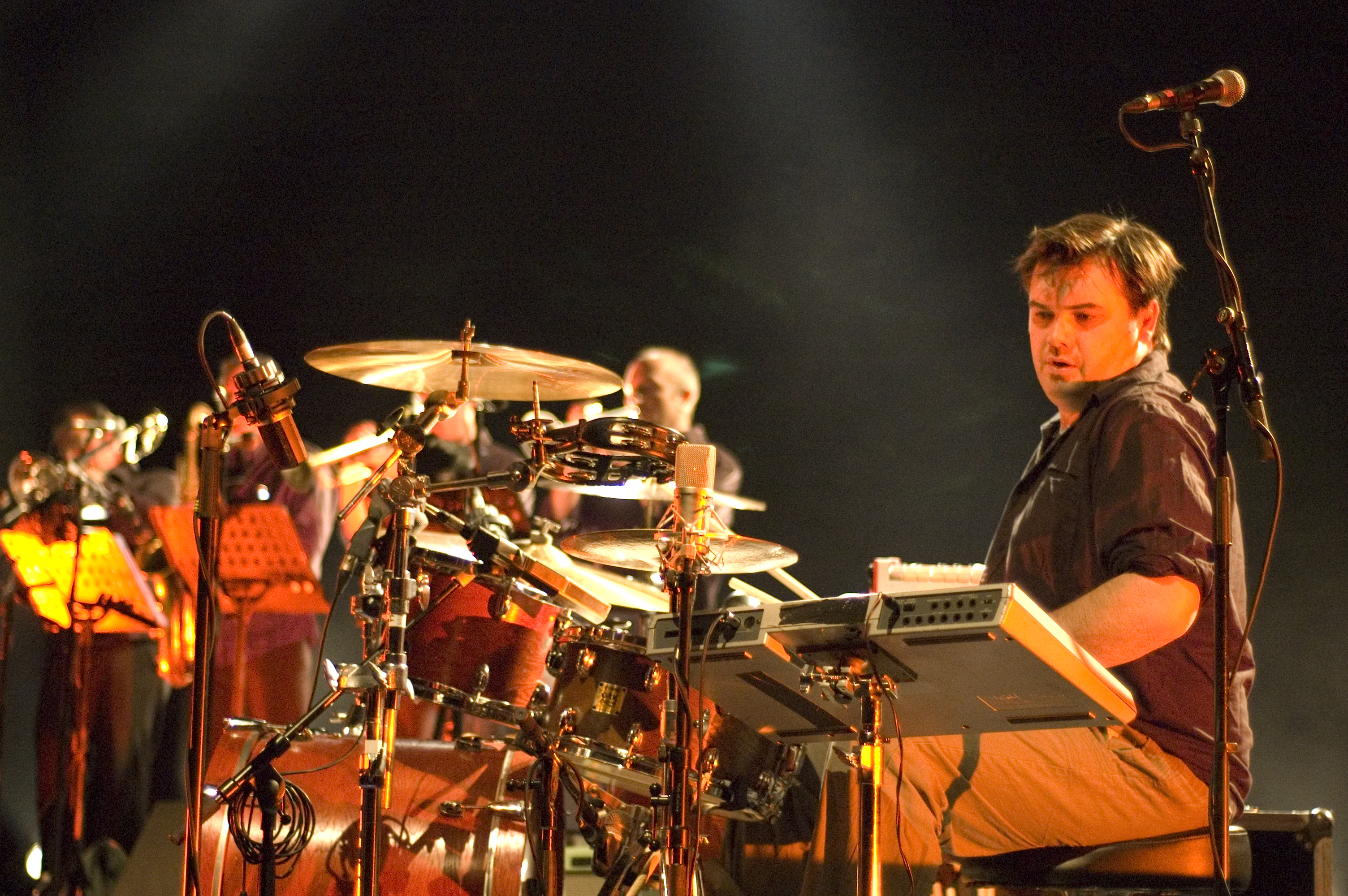
Manu Masko (2001-2015)
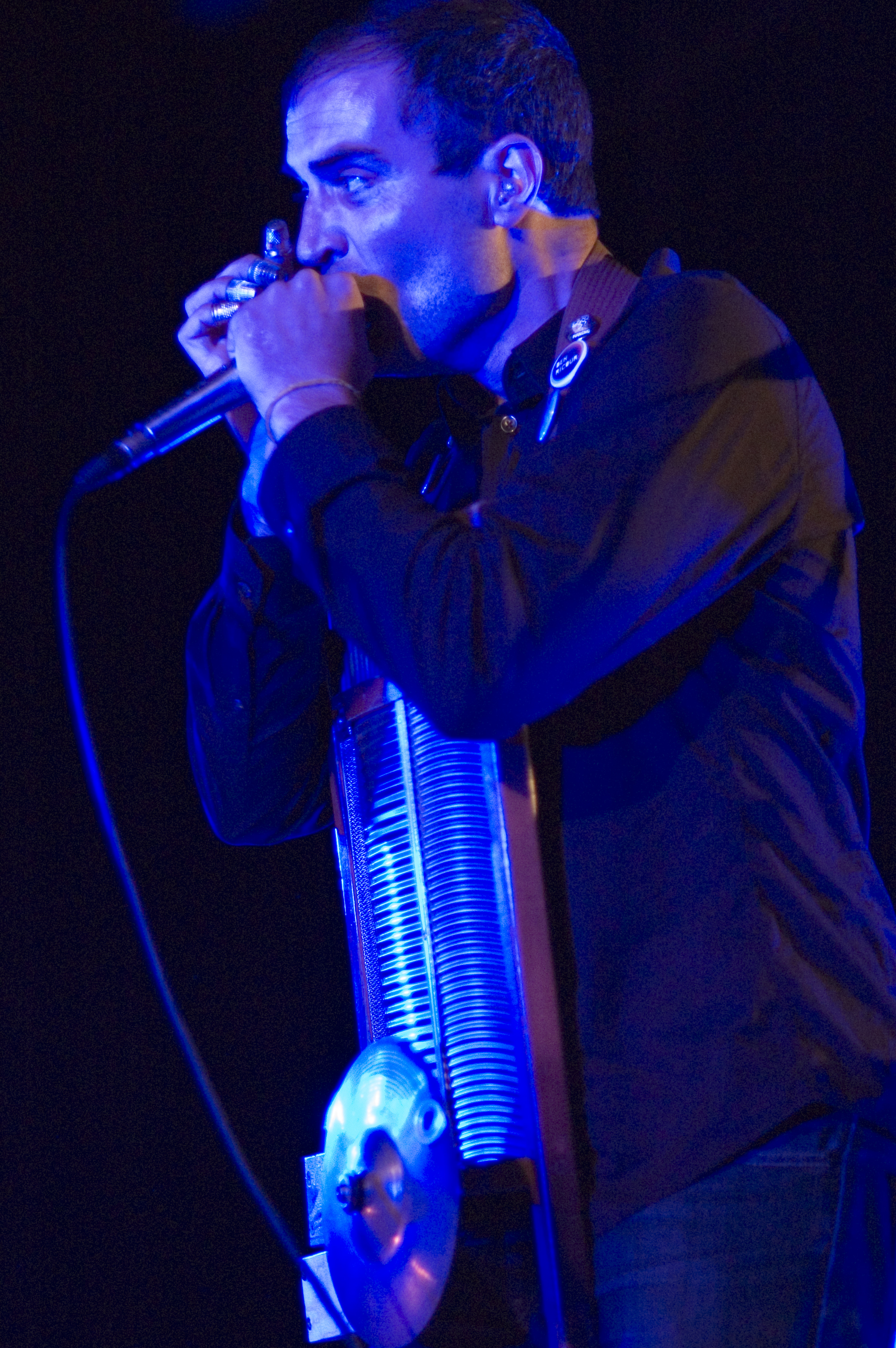
Mathieu Péquériau (2011-2015)
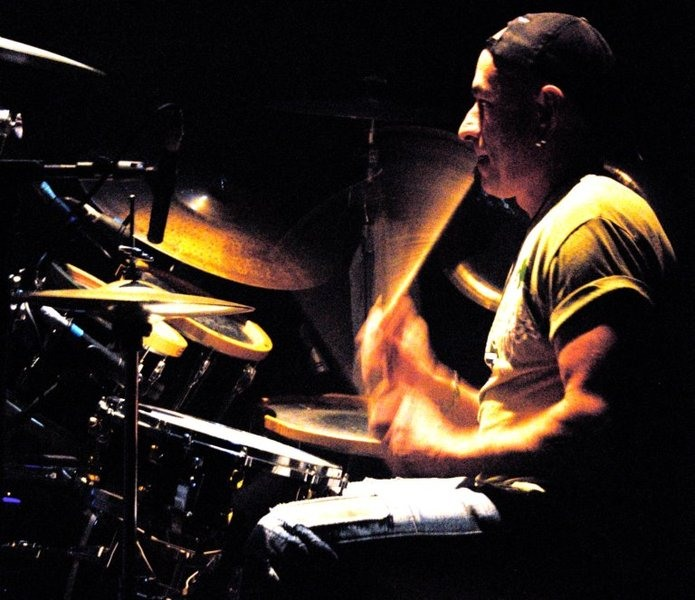
Ian Proërer (1992-2001)

## Titres sur des compilations diverses
- 1994 : Le chainon Manquant Tours 94, cd officiel du festival de Tours

Titre : We've got to be alone
- 1995 : L'âme celte : de Bretagne et d'Irlande (Versailles / Sony music) (BNF 38385996)

Titre : We've got to be alone
- 1996 : L'âme celte : de Bretagne, d'Écosse et d'Irlande 2 (Versailles / Sony music) (BNF 38343036)

Titre : La Fuite
- 1997 : La légende des Cornouailles (Arcade)

Titre : Revolution
- 1997 : L'Esprit celte, musiques et chants de Bretagne (Pays de Bretagne), cd encarté avec le no 12 du magazine

Titre : Fantômes
- 1997 : Horizons celtiques (Versailles/Sony music) (BNF 38377237)

Titre : Les Gueux
- 1998 : Cap Bretagne (BMG France) (BNF 38377237)

Titre : We've got to be alone
- 2000 : L'hiver des oiseaux (Adsa), cd au profit des oiseaux mazoutés lors de la marée noire de l'Erika en 1999

Titre : À tous les hommes
- 2001 : Absolute celtic (Virgin Records) (BNF 38565547)

Titres : We've got to be lone, Rouge, An dro
- 2001 : Y'a qu'du rock (Ciré jaune), cd au profit de la SNSM (Société nationale de sauvetage en mer)

Titre : An dro
- 2002 : Musiques et musiciens de Bretagne (Coop Breizh) (BNF 38595581)

Titre : Rock'n roll Comédie
- 2002 : Un souffle pour la vie (Coop Breizh), cd au profit de la lutte contre la mucoviscidose

Titres : Mon amant de Saint Jean, Honky Tonk Woman
- 2004 : Au cœur de la musique bretonne, volume 2 (Coop Breizh)

Titre : Le petit bistrot
- 2004 : Univers celtes musiques : la collection, cd no 2 (Univers celtes), cd encarté avec le magazine.

Titre : Les Gueux (Live inédit)
- 2004 : Les titres essentiels-Bretagne (Créon Music)

Titres : Si la ville, Indigène
- 2005 : Шешори 2005. Міжнародний Фестиваль Етнічної Музики Та Лендарту / Sheshory 2005. Festival international de musique ethnique et Landart (Taras Bulba Entertainment)

Titre : Fantôme
- 2006 : Mega Celtique (Wagram Music)

Titre : Bermude
- 2006 : La Complète (À l'Aise Breizh)

Titres : Davaï, La Fête au Village
- 2007 : FrancoMusiques 2007 (Bureau Export De La Musique Française / Cornelsen / Institut Français)

Titre : Naître
- 2007 : Країна Мрій Етно-Фестиваль Вибране / Les favoris du festival ethnique Kraina Mry, cd officiel du festival de Kiev.

Titre : Свято в селі / La Fête au Village (feat. Gourtopravci)
- 2007 : La Bretagne Au Midem 2007 (Conseil Régional de Bretagne)

Titre : Davaï
- 2007 : L'Esprit Celte (Wagram Music)

Titre : Bermude
- 2007 : 37e Festival interceltique (Keltia Musique), cd officiel du festival de Lorient.

Titre : Naître
- 2008 : Le Coffret du trentième anniversaire (Keltia Musique).

Titre : Fich Fich logodenn (feat. Louise Ebrel et les Frères Guichen)
- 2008 : La totale, Bagad Brieg (Keltia Musique) (BNF 41367086)

Titre : nc
- 2009 : Music from Brittany : musiques de Bretagne (L'OZ Production, Keltia Musique) (BNF 41420846)

Titres : An Dro, Non je ne t'aime plus
- 2009 : La musique bretonne pour les nuls (Keltia Musique)[2]

Titre : Fich Fich logodenn (feat. Louise Ebrel et les Frères Guichen)
- 2009 : Grand prix du disque Produit en Bretagne, le cd des lauréats.

Titre : Mescufurus (feat. Oleg Skrypka et Gourtopravci)
- 2009 : Celtic fever (Wagram Music)

Titre : Naître
- 2009 : 39e Festival interceltique (Keltia Musique), cd officiel du festival de Lorient.

Titre : Le petit bistrot (feat. Thomas Fersen et Pierre Sangra)
- 2009 : La musique celtique pour les nuls (Keltia Musique)

Titre : Bal à l'Ouest (feat. Gourtopvavci et Sergïi Okhrimtchuk)
- 2010 : Festival de Cornouaille 2010 (Coop Breizh), cd officiel du festival de Quimper.

Titre : Dandy
- 2011 : Musiques de Bretagne - celtic music from brittany (Keltia Musique) (BNF 42720589)

Titre : An Dro (feat. Dan Ar Braz)
- 2011 : Bretagne : les plus belles chansons (Parlophone / EMI) (BNF 42368879)

Titre : An Dro (feat. Dan Ar Braz)
- 2012 : Au cœur de la musique Bretonne, volumes 1 et 2 (Coop Breizh)

Titre : Le petit bistrot
- 2012 : Bretagne : Musique Chant Danse (Coop Breizh)

Titre : Monsieur
- 2012 : Femmes de Bretagne (Keltia Musique)

Titre : Fich Fich Logodenn (feat. Louise Ebrel et Les frères Guichen)
- 2013 : Âmes celtes 3 (Keltia Musique)

Titre : Ar Sorcerez (feat. Bagad Kemper)
- 2013 : Étoiles celtiques 3 (Keltia Musique)

Titre : Ar Sorcerez (feat. Bagad Kemper)
- 2014 : The Celtic Social Club (Keltia Musique)

Titres : Tous les titres
- 2014 : 44e Festival interceltique (Keltia Musique), cd officiel du festival de Lorient.

Titre : Les Geux (feat. Pierre Stéphan et Bagad Kemper)
- 2014 : Fest Vraz - Musiques bretonnes (Keltia Musique)

Titre : Laride (feat. Bagad Kemper)
- 2014 :Les Celtomania - 25e édition, cd officiel du festival de Nantes.

Titre : Running in Paris
- 2015 : Nuit de la Bretagne - Breizh Night (Keltia Musique)

Titres : Cœur léger (feat. Bagad Kemper), Ar Sorcerez (feat. Bagad Kemper), Ar Menez (feat. Bagad Kemper)
- 2015 : 45e Festival interceltique (Keltia Musique), cd officiel du festival de Lorient au sein du Celtic Social Club.

Titre : Celtic Social Club (feat. Winston McAnuff & IC Will)
- 2015 : The Celtic Social Club Unplugged New York City (Keltia Musique)

Titres : Tous les titres
- 2016 : Pub Saint Patrick : L'after by Keltia - Planatary Pub (Keltia Musique)

Titres : Mandolino, Laride
- 2016 : Pub Saint Patrick : L'after by Keltia Vol. 2 (Keltia Musique)

Titres : Laride (feat. Bagad Kemper), La musique qui nous libère (feat. Bagad Kemper)
- 2016 : Bretagne: Les plus belles chansons folkloriques bretonnes (Music4Life)

Titre : Ton Bale Loeiz Ar Moign (feat. Bagad Kemper)
- 2016 : Les Celtomania - 27e édition, cd officiel du festival de Nantes.

Titre : Juste se le dire
- 2017 : Le Triomphe des Sonneurs (Coop Breizh)

Titre : Gavotte Pourlet (feat. Bagad Kemper)
- 2017 : Au cœur de la musique Bretonne, volume 3 (Coop Breizh)

Titre : Gavotte Pourlet (feat. Bagad Kemper)
- 2018 : 23 (Boom Records)

Titres : Sans fard, Station balnéaire, Scootich 
- 2019 : Envie de Bretagne - Vol. 1 (Coop Breizh)

Titre : Courir 
- 2019 : Envie de Bretagne - Vol. 2 (Coop Breizh)

Titre : You'll Never Have To Go Again 
- 2020 : Pop-Rock aux Charrues : l'intégrale ! (Festival des Vieilles Charrues)

Titres : We've Got To Be Alone 
- 2021 : Festival Interceltique de Lorient - 50 ans (Coop Breizh) cd officiel du festival de Lorient.

Titre : Sur la dune (feat. Bagad Kemper)

## Récompenses et reconnaissances
- 1996 : Meilleur disque de l'année pour l'album Douleur décerné par Radio Maffia, radio rock finlandaise
- 1997 : Renata Przemyk obtient un double disque de platine en Pologne avec son album Andergrant, en reprenant 3 titres de Red Cardell
- 1998 : Couverture du no 23 du magazine Rock Style du mois de janvier[3]
- 2007 : grand prix du disque du Télégramme pour l'album Naître (en Une du quotidien, titrée « Tapis rouge à Red Cardell »)[4] ; « Coup de cœur » de la revue Chorus, Les cahiers de la chanson
- 2009 : grand prix du disque Produit en Bretagne pour l'album Le Banquet de Cristal[5] ; « ttt » Télérama[6] ; « Coup de cœur » de la revue Chorus
- 2012 : Meilleur album progressif de l'année pour Falling in Love, « Award » décerné par The Indie Acoustic Project, Boulder, Colorado, U.S.A[7],[8].

## Tableau graphique des sorties d'albums avec l'historique de la composition du groupe
L'historique démarre en juillet 1989, date de la création de Penfleps, et marque en mars 1990, le début de la collaboration entre Jean-Pierre-Riou et Jean-Michel Moal. 
 Malgré le départ de quatre de ses membres en juin 1992, le groupe décide de poursuivre l'aventure avec l'arrivée de Ian Proërer en juillet, puis change de nom fin août (marqué par la ligne orange dans le graphique) pour s'appeler dorénavant Red Cardell.
Les lignes noires marquent les albums studios, les lignes bleues les albums live, les lignes violettes les albums concept et la ligne verte l'album compilation.

### Ouvrages
- Red Cardell : vingt ans !, 2012

1. ↑  Vingt ans ! Philippe Bargain, p. 13

### Autres références
1. ↑  « Red Cardell - Albums », sur redcardell.com, Red Cardell (consulté le 10 décembre 2013)
2. ↑  Frédéric Jambon, « Une première », Le Télégramme,‎ 15 juin 2009 (lire en ligne)
3. ↑  Christian Décamps, « couverture du magazine », Rock Style,‎ janvier 1998
4. ↑  « Red Cardell, premier groupe lauréat du Grand Prix du Disque du Télégramme », sur Blog officiel, Le Télégramme, 8 février 2007 (consulté le 18 mars 2013)
5. ↑  Produit en Bretagne. Red Cardell Grand prix du Disque 2009, Le Télégramme, 24 avril 2009
6. ↑  Valérie Lehoux, « Chanson : Banquet de cristal, de Red Cardell », sur telerama.fr, Télérama no 3049, 21 juin 2008 (consulté le 17 mai 2013)
7. ↑  « Best CDs of 2012: Winners and finalists », sur indieacoustic.com, The Indie Acoustic Project, 2012 (consulté le 1er mai 2013)
8. ↑  Hervé, « Red Cardell récompensé aux Etats Unis ! », sur rockmadeinfrance.com, Rock Made in France, 14 mai 2013 (consulté le 18 mai 2013)